# Adriana Nieto
Adriana Nieto Villanueva (Cidade do México, 13 de março de 1978) é uma atriz mexicana. Seus pais são Miguel Ángel Nieto e Marcela Villanueva, ela tem uma irmã chamada Claudia Nieto Villanueva.

## Biografia
Adriana se tornou atriz ao ingressar no (CEA) Centro de Educação Artística da Televisa. Iniciou no mundo das telenovelas no ano de 1998. Foi na telenovela El privilegio de amar interpretando a caprichosa e rebelde Elizabeth Duval, actuou com Adela Noriega, que foi a protagonista, e com outros grandes atores como Helena Rojo, Andrés García e René Strickler. 
No ano de 2000 Adriana recebe a oportunidade de interpretar Natalia Sandoval, protagonizando a telenovela juvenil Locura de amor. Lamentavelmente ela não pode terminar esta telenovela por problemas que teve com a produção e foi substituída pela atriz Irán Castillo que terminou a telenovela. Também esteve no teatro com uma obra intitulada Lucas no ano de 1998. 
Depois de abandonar a televisão por quase 9 anos Adriana Nieto casa-se com Fransisco Alanís, atualmente tem 3 filhos: María José, e os gêmeos Camila e Juan Pablo. 
Depois de 18 anos regressa a Televisa na novela juvenil Like (telenovela)  como Martha 

## Filmografia
- 2020 - La rosa de Guadalupe .... Capítulo: "A palavra casa" (Bertha)
- 2019 - Médicos .... Cecilia Soriano
- 2019 - Silvia, frente a ti.... Libia Rangel
- 2018 - Like, la leyenda.... Martha Moreno
- 2016 - Como diz o ditado .... Capítulo: "Quem consente em seu filho engorda uma cobra" (Protagonista)
- 2016 - Como diz o ditado .... Capítulo: "A vida é curta e ser feliz é o que importa" (Protagonista)
- 2015 - Como diz o ditado .... Capítulo: "Nenhuma mosca entra na boca fechada" (Estelar)
- 2013 - Nosotros, los nobles .... Recepcionista
- 2000 - Locura de amor.... Natalia Sandoval
- 1999 - Por tu amor .... Abigaíl Parra
- 1999 - Cuento de Navidad  .... Convidada da luta livre
- 1998 - El privilegio de amar.... Elizabeth Duval Hernandez
- 1998 - Mulher, casos da vida real ....Capítulos: "Bipolar" (Karen) e "A calma está a chegar" (Fátima).
- 1998 - La Usurpadora.... Beatriz

## Teatro
- Lucas (1998)